# Йидзин
«Йидзин» (англ. Yeedzin FC) — бутанский футбольный клуб, выступающий в дивизионе A.
В 2005, 2006 и 2009 годах клуб занял 2-е место в чемпионате Бутана. В 2008 году клуб выиграл чемпионат и кубок Бутана.
Домашним стадионом клуба является стадион Чанглимитанг в Тхимпху.